# 宇文虛中
宇文虛中（1079年—1146年7月17日），初名黃中，宋徽宗親改其名為虛中，字叔通，別號龍溪居士，成都廣都（今成都雙流）人，歷仕宋徽宗、欽宗、高宗三朝。其兄宇文粹中亦為宋官。

## 生平

### 靖康前夕
宇文虚中的祖先是太和年间的谏议大夫宇文籍，辅佐剑南西川节度使武元衡有功，宇文籍的儿子宇文从礼担任渠州司马，因此定居在益州，宇文从礼四代孙宇文真绪迁徙到广都，宇文真绪四代孙就是宇文虚中。宋徽宗大觀三年（1109年）進士，歷官州縣，政和五年（1115年）入京為起居舍人、國史院編修官，官至資政殿大學士。
宋軍參議官宇文虛中上書指朝廷失策，用童貫、王黼為主帥是用錯了人，預言「將有納侮自焚之禍」，多次建策防邊，王黼卻不理。1125年十月，金完顏宗望軍南攻，宇文虛中勸宋徽宗下詔罪己，改革弊政，來挽回人心。徽宗要宇文虛中和吳敏起草罪己之詔書，號召各地駐軍勤王入援京師，其中主要是召西軍（宋朝征防西夏的邊防軍，是宋當時最精銳部隊）熙河經略使姚古、秦鳳經略使种師中領兵入援。

### 使金被扣
南宋時任黃門侍郎。建炎二年（1128年）出使金朝，被軟禁。宋朝使臣王倫回宋後，說：「虛中奉使日久，守節不屈。」降金後與禮部尚書、翰林學士韓昉具掌詞命，金人冊封宋高宗為皇帝的詔命就是虛中撰寫的。金天眷年間，累官翰林學士、知制誥，兼太常卿，封河南郡國公；以書《太祖睿德神功碑》，進階為金紫光祿大夫。皇統四年（宋紹興十四年，1144年）虛中仕為翰林學士承旨，加特進，遷禮部尚書，承旨如故。皇統六年（宋紹興十六年，1146年），虛中以所據位柄，暗中聯絡中原東北豪傑義勇舉事復宋，又密謀帶被俘的宋欽宗南歸，事泄被殺，全家百餘口同日被金人烹食。不過，元代蘇天爵在撰寫《三史質疑》時論述說宋朝方面的記載可信度不高，而虛中則是因慢侮權貴被殺。

## 後世紀念
宋孝宗淳熙六年（金世宗大定十九年，1179年），即虛中卒後32年，宋廷以虛中忠死，贈開府儀同三司，諡肅愍，賜廟仁勇，又以其族人宇文紹節為後代。開禧九年（金章宗泰和五年，1205年），即虛中卒後59年，加贈少保，賜其子師瑗寶謨閣待制，賜國姓趙氏。
工詩文，《金史》《宋史》俱稱其有文集行世，今早佚，金人趙秉文稱「本朝百餘年間以文章見稱者，皇統間宇文公、大定間無可蔡公、明昌間則党公（懷英）。」與吳激齊名，今存詩50餘首，《宋代蜀文輯存》錄長文短簡十二篇。

## 延伸阅读
[在维基数据编辑]
 《宋史·卷371》，出自脱脱《宋史》
 《金史·卷79》，出自脱脱《遼史》